# Gamelia abas
Gamelia abas är en fjärilsart som beskrevs av Pieter Cramer 1776. Gamelia abas ingår i släktet Gamelia och familjen påfågelsspinnare. Inga underarter finns listade i Catalogue of Life.

## Bildgalleri

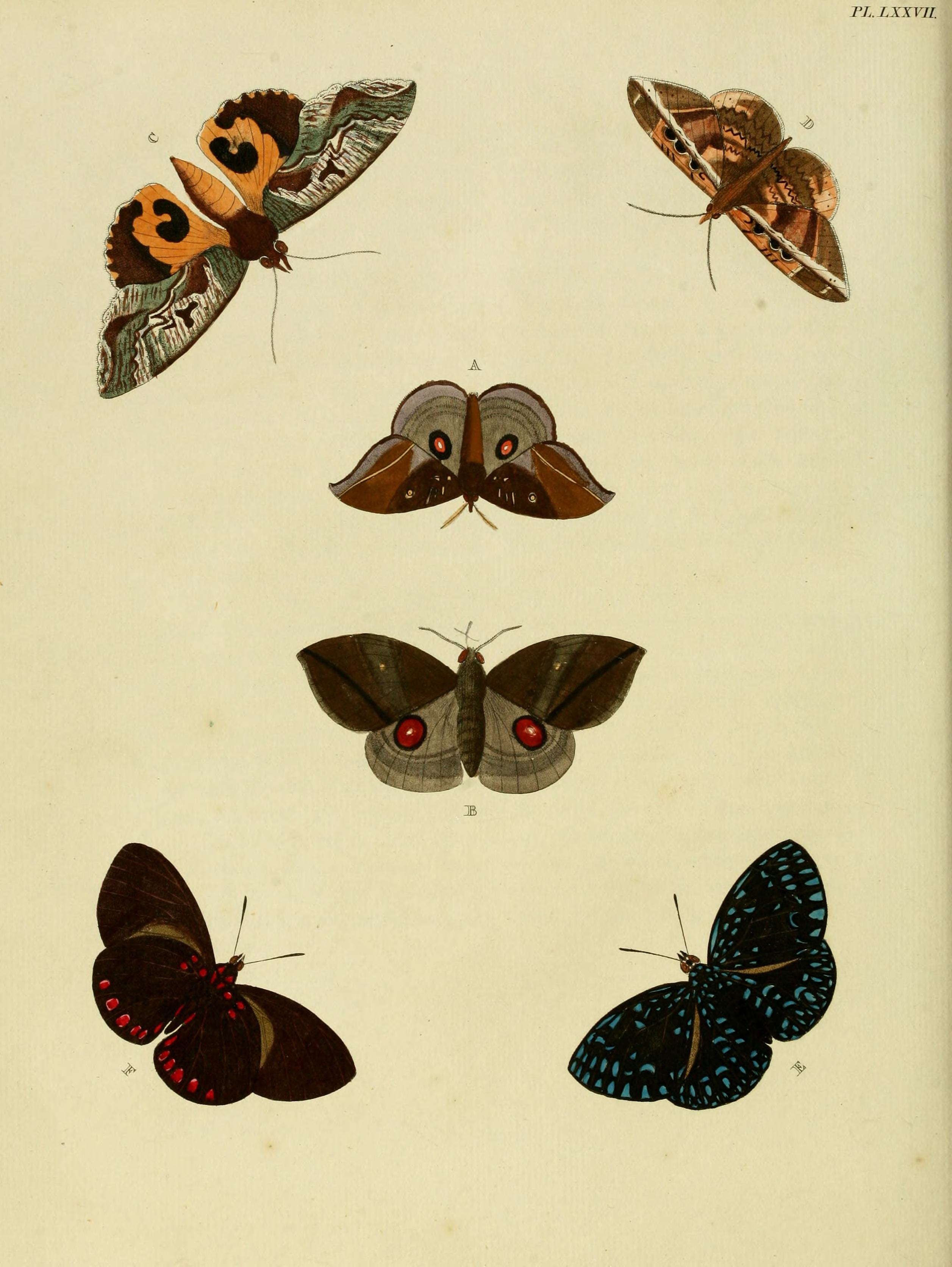